# サンバル

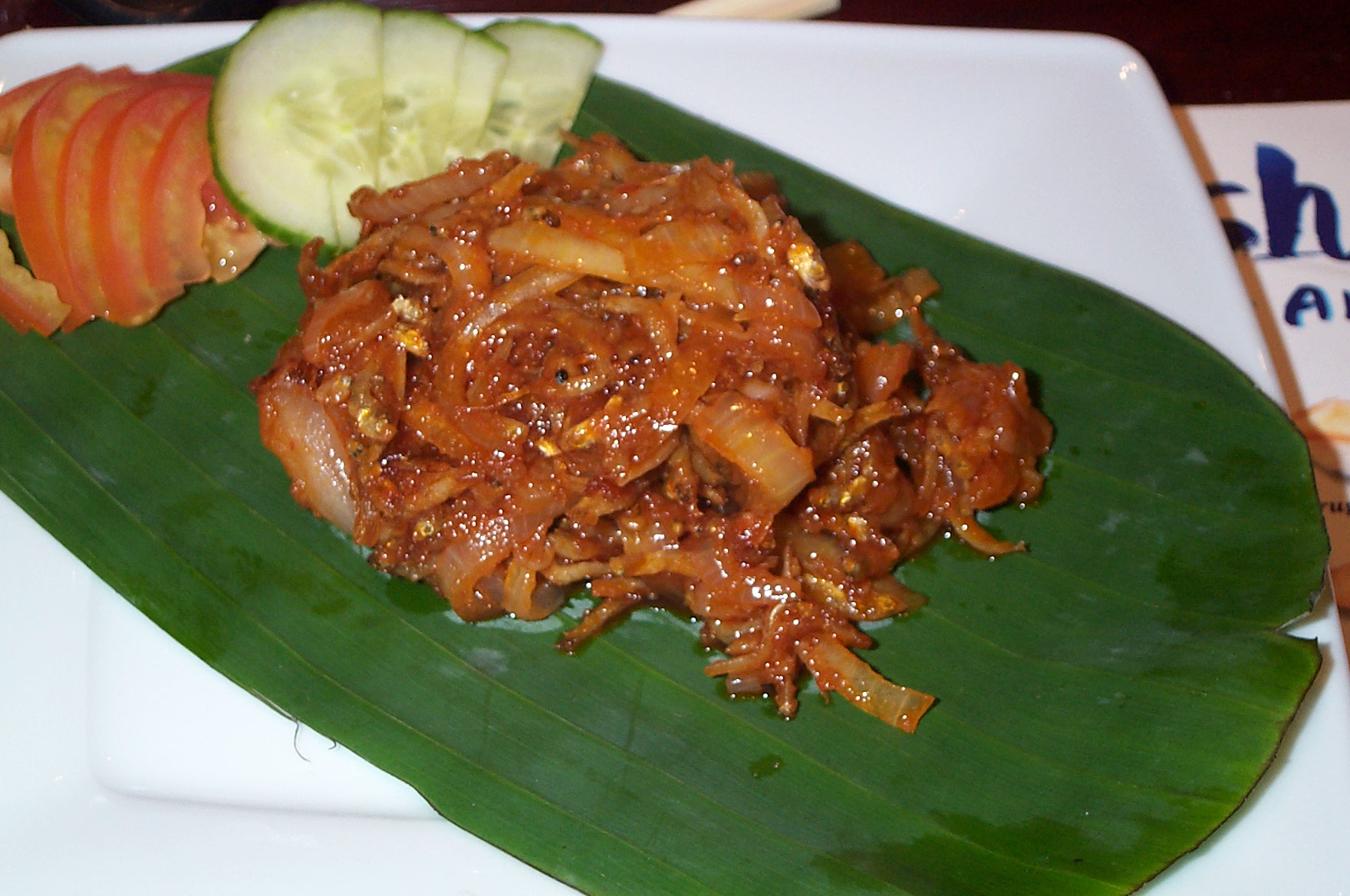
アンチョビ入りのサンバル

サンバル（インドネシア語: sambal、sambel）は、インドネシア料理やマレー料理に用いられる辛味調味料。サンバルソースともいう。チリソースの一種。辛いものから甘いものまで様々な味があり、市販品にはシーフード味など多岐に渡る。油で炒めて作るサンバルゴレン（Sambal goreng）が広く一般的であるが、生で調理するサンバルマタ（Sambal matah）もある。 南インド料理サンバール（sambar、sambhar、sambaaru、サンバー、サンバルとも）とは関係がない。

## 製法
チャベ（トウガラシ）・バワンメラ（小粒の赤たまねぎ）・バワンプティ（ニンニク）などを主体に塩やコショウ、トラシ（エビの発酵品）、トマトなどを加え石臼で挽きペースト状にして、サラダ油で炒める。仕上げに酢やライムなどで香りをつける。包丁で材料を刻み、手でよくもみ込んで生で食べる事もある。地域や家庭によりそれぞれで、材料・調理法ともに異なりこれといった決まりは無い。

## 用途

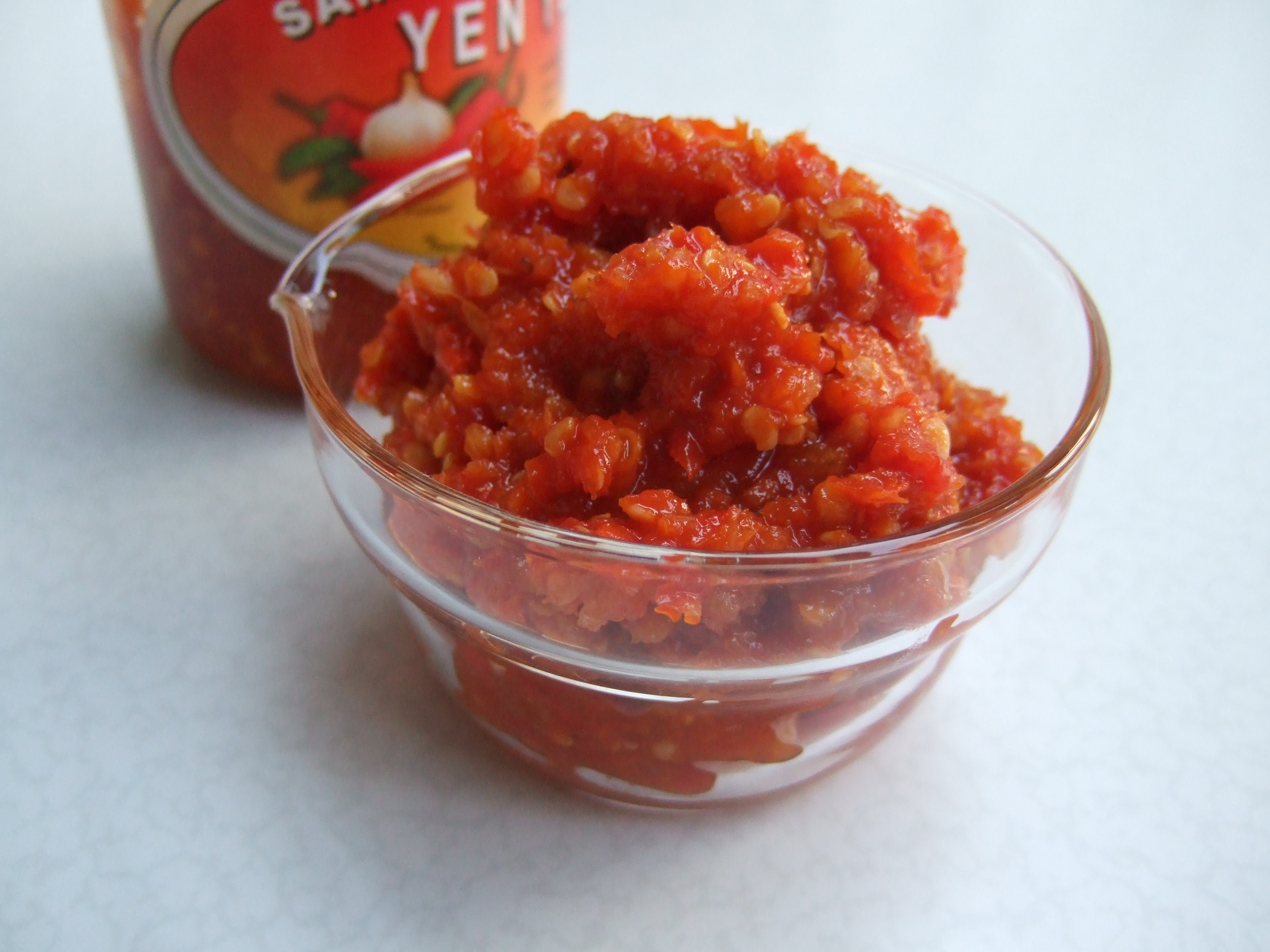
市販の瓶詰めサンバル

調味料やソースというより日本の漬け物やふりかけもしくは薬味に近い存在であるが、その用途は広く色々な料理に合う。インドネシアの食卓には無くてはならない存在である。ナシゴレン、ミーゴレンなどを含む、炒め物やスープなどの調味料としてよく使われる。調味料だけとしてでなく、鶏肉の炒め物であるアヤムゴレン（Ayam goreng）や、焼き魚のイカンバカール（ikan bakar）などの付け合わせで食す事も多い。